# Faster (film)
Faster è un film del 2010 diretto da George Tillman Jr. con protagonista Dwayne Johnson.

## Trama
L'autista di una banda di ladri, Driver, esce di prigione dopo aver scontato dieci anni di galera per rapina. L'unico desiderio, ora, è vendicare la morte del fratello, tradito dopo il colpo. Sulle tracce di Driver si metteranno un poliziotto eroinomane ed un killer egocentrico.

## Produzione
Il budget del film è stato di 24 milioni di dollari.

## Distribuzione
Il film è uscito nelle sale americane il 24 novembre 2010, mentre nelle sale italiane è uscito il 15 aprile 2011.

## Accoglienza

### Critica
Sul sito Rotten Tomatoes il film ottiene il 42% delle recensioni professionali positive con un voto medio di 4,9 su 10 basato su 109 critiche, mentre su Metacritic ottiene un punteggio di 44 su 100 basato su 24 recensioni.

### Incassi
In totale il film ha incassato 35,6 milioni di dollari, di cui 23,2 milioni negli Stati Uniti..